# Gerd Kasperski
Gerd Kasperski (* 25. Dezember 1949 in Gelsenkirchen; † 19. März 2008 in Dortmund) war ein deutscher Fußballspieler.

## Karriere
Kasperski wurde als Sohn des Fußballspielers Edmond Kasperski geboren. Seine Karriere begann er bei Schwarz-Weiß Essen, dem ehemaligen Verein seines Vaters. Während seiner Zeit in der Jugend des ETB wurde er in die Niederrheinauswahl berufen, in der unter anderem auch Friedel Rausch und Manfred Rummel spielten. Nachdem er sein Profidebüt in Essen gab, wechselte er von dort nach nur einer Saison in seine Geburtsstadt zum FC Schalke 04. Für die Königsblauen bestritt er zwar nur sieben Spiele, dabei gelang ihm jedoch ein Doppelpack gegen den Revierrivalen aus Dortmund. Da er sich folglich jedoch nicht in Gelsenkirchen durchsetzen konnte, wechselte er in die Regionalliga – damals die zweithöchste deutsche Spielklasse – zu Preußen Münster. In Münster (Zwei Jahre Regionalliga West), wo ihm die Freigabe für einen Wechsel nach der ersten sehr erfolgreichen Saison mit 25 Toren in 32 Spielen zum Bundesligisten Eintracht Braunschweig verwehrt wurde, als auch bei Arminia Bielefeld und Hannover 96 blieb er jeweils zwei Jahre. Durch die Verpflichtung von Arminia Bielefeld zur Runde 1971/72 kam er wieder in die Bundesliga, stieg aber mit den Ostwestfalen umgehend wieder in die Regionalliga ab. Er kehrte aber bereits wieder 1973/74 in die Erstklassigkeit der Bundesliga zurück, Hannover 96 nahm ihn unter Vertrag. Aber auch mit Hannover erlebte er einen Abstieg. In seinem zweiten Jahr in Niedersachsen konnte er dagegen in der Debütrunde der 2. Bundesliga eine Meisterschaft und den Aufstieg in die erste Liga schaffen. Trotz des Aufstiegs der Roten – zum Titelgewinn 1974/75 in der 2. Bundesliga hatte Kasperski in 38 Ligaspielen 20 Tore beigesteuert – wechselte er zu Borussia Dortmund, die damals in der zweiten Liga spielten. Neben der Ablösesumme vereinbarten beide Vereine auch noch ein Ablösespiel, welches die Borussia mit 1:0 gewann. Am folgenden Aufstieg der Borussia in der Saison 1975/76 war Kasperski mit 15 Toren in 29 Spielen wesentlich beteiligt. Nach dem Aufstieg kam er in der folgenden Saison in der Bundesliga allerdings nur noch zu vier Einsätzen, wobei er stets eingewechselt wurde und kein Tor erzielen konnte. Die fehlenden Einsatzzeiten veranlassten ihn schließlich dazu, nach Ende der Saison, zum niederländischen Zweitligisten PEC Zwolle zu wechseln. Auch dieser Wechsel hatte ein Ablösespiel zur Folge und dieses gewann Zwolle mit 7:2.
In den Niederlanden beendete er seine Karriere und lebte bis zu seinem Tod mit seiner Familie in Dortmund.